# 일본의 거품 경제

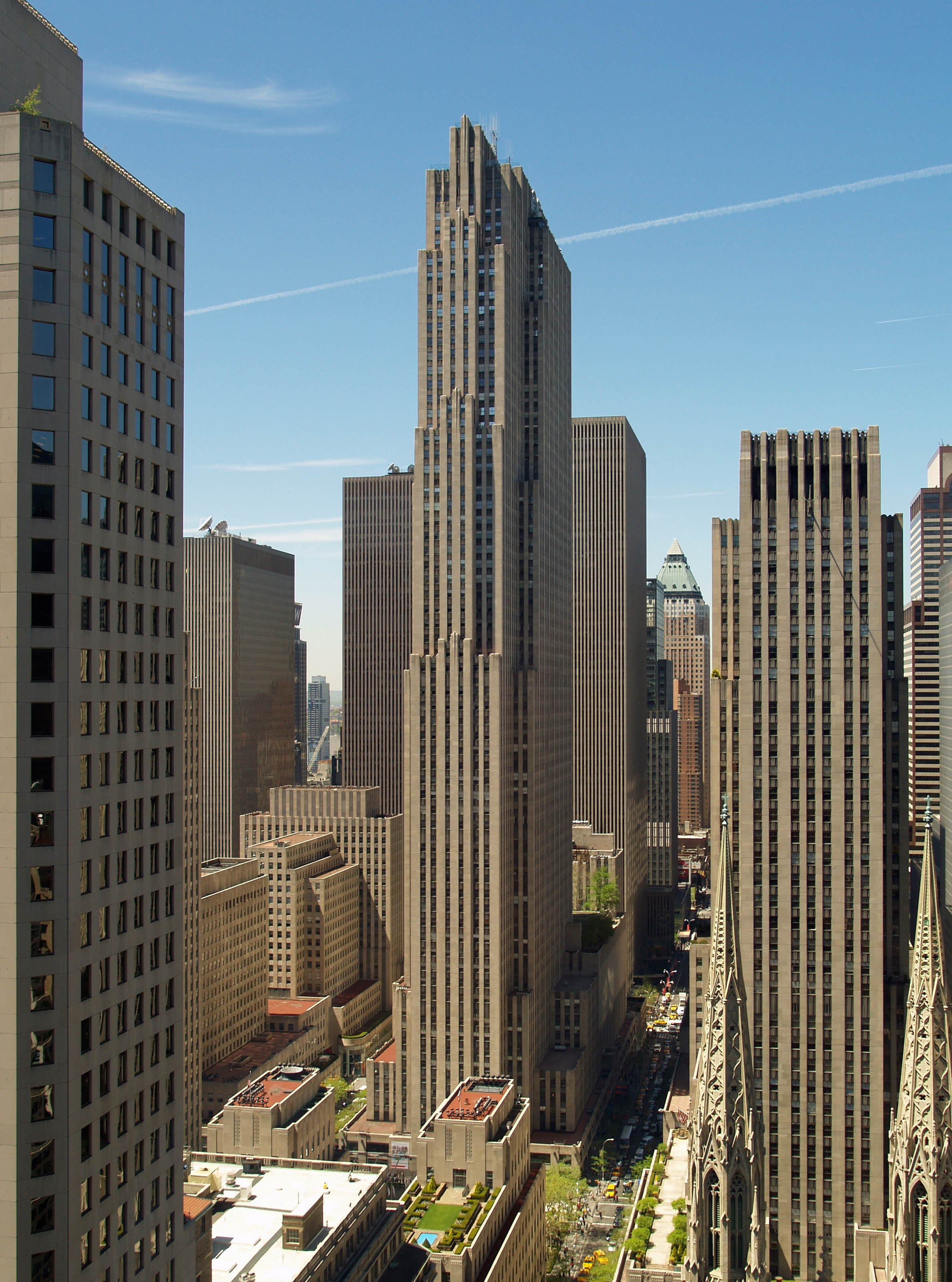
1989년에 미츠비시 토지가 1,200억엔(당시의 엔화로 약 8억 4,600만달러)에 매수한 뉴욕의 록펠러 센터. 당시 일본 기업의 국외 부동산 사재기 상징이 되었다.

일본의 거품 경제(일본어: バブル景気 바부루케이키[*])는 1980년대 후반부터 1990년대 초까지 일본에서 있었던 호황의 통칭으로, 일본 내각부 경기동향지수(CI) 상으로는 1986년 12월부터 1991년 2월까지 51개월간 일본에서 일어난 자산 가격 상승과 호황, 그리고 그에 따라 부수적으로 발생한 사회 현상을 의미한다. 흔히 말하는 일본의 거품경제 시기로 통상 "거품 경제기"(일본어: バブル経済期 바부루케이자이키[*]) 또는 거품기(일본어: バブル期 바부루키[*]), 약칭 "버블"(일본어: バブル 바부루[*])이라고도 부른다. 일본국 정부의 공식적인 견해에 따르면 경기순환 기준 제11순환(내각부 경기기준일)이라는 통칭으로 지표를 분석한다.
하지만 많은 사람들이 호황의 분위기를 느끼기 시작한 것은 1987년 10월 19일 검은 월요일이 지나고 난 이후인 1988년부터이며, 정부의 견해로는 닛케이 평균주가가 38,957엔이라는 사상 최고가를 기록한 1989년 12월 29일을 기점으로 버블 붕괴 이후인 1992년 2월까지 이 호황 분위기가 유지되었다고 보고 있다.

## 대략적인 전개
일본에서는 1986년부터 1991년까지 주식과 부동산을 중심으로 한 자산의 과도한 고공행진 및 경제성장 기간을 지칭하는 것이 보통이다. 기준 지표도 많이 존재하는데 경기동향지수(CI 및 DI 등), 지가(공시지가, 조사가격의 6대도시, 지방, 평균값 등), 주가, GDP(총 GDP 성창률 등), 소비자물가, 민간소비지출 등 어느 것을 기준으로 하냐와 정부의 견해에 따라 여러 가지 설이 존재한다.
1980년대 후반에는 TV 등 매스 미디어의 필요 이상으로 반복되는 부동산 가치 선전으로 지가가 비정상적인 상승세를 보였다. 당시 도교코 야마노테선 안쪽의 땅값으로 미국 전역의 땅을 살 수 있다는 계산 결과가 나올 정도로 일본의 땅값이 극히 올라갔고, 1989년 12월 18일에는 도쿄증권거래소 주가지수(토픽스, TOPIX)가 사상 최고치인 2,886.50 포인트를 기록하는 등 자산 가격의 버블화가 일어났다. 이를 가리켜 "거품 경제"라고 부르지만 실제로 자산이나 부채의 거품이 아닌, 경제의 거품이라는 개념은 존재하지 않는다. 어디까지나 경제정책의 실패로 유례없는 호황을 경기후퇴 국면으로 밀어넣은 일본에서 나온 후발적인 명칭이다.
거품 경제는 일반적으로 결과론적으로 이야기되는 경우가 많으며, 그 과도한 확장기에는 단순히 "활황기"라고 부른다. 거품 경제로 인한 과도한 경제 확장기가 있고, 이후 그 반작용으로 거품 붕괴로 인한 자산 가격의 급격한 하락과 금융위축 등이 발생하며 경제 문제가 다수 발생한다. 그 결과 과거의 경제 상황을 부정적인 의미로 '거품'이라 부르는 것이다.
일본의 경기동향지수를 기준으로 볼 경우 경기순환의 제11순환 확장기에 속한다. 지표를 해석하는 방식에 따라 다르지만 대체로 1986년 12월부터 1991년 2월까지 4년 3개월(51개월) 사이를 가리키는 것이 통설이다. 여기에 쇼와 덴노가 피토한 1988년 9월 19일부터 이듬해인 2월 24일 장례식 무렵까지 자숙 분위기가 이어졌다. 이는 2002년 2월부터 2008년 2월까지 73개월간 지속된 장경기(제14순환기, 통칭 이즈나미 경기)와 1965년 11월부터 1970년 7월까지 4년 9개월(57개월)간 이어진 이자나기 경기에 이어 제2차 세계 대전 이후 일본의 금융사 중 세 번째로 긴 호황기이다.
거품 경제 시작 이전인 1985년 맺어진 플라자 합의 직후 일본은 엔고불황이라 불리는 심각한 불황으로 급격하게 국제 경쟁력을 잃은 수출 산업이 큰 타격을 입었고 도쿄와 오사카 등 도시권 공장은 도산이 속출했다. 당시 일본의 GDP에서 제조업이 차지하는 비중이 높아(현 18% 정도) 엔고 상황에서 수출 산업, 나아가 일본 경제에 미친 피해가 매우 컸고 제조업의 일본 외 해외 유출도 이 시기부터 시작되었다. 내수 확대의 목소리와 함께 1989년 소득세의 국세와 지방세를 합친 최고세율이 88%에서 75%로 인하되면서 부유층을 중심으로 손에 쥘 수 있는 소득이 최대 2배 가까이 늘어나며 거품 경제가 시작되었다. 이후 엔고 불황이라는 말이 언론에서 사라지고 많은 일반인이 이른바 거품 경제를 느낀 것은 1988년경부터 1991년 2월 거품 붕괴 이후 조금 후까지 수년간이다.
일본의 거품 붕괴로 심각한 경제 문제가 표면화되기까진 몇 년이 걸렸으며 초기에는 일시적인 경제침체라는 낙관론이 있었으나 1992년 정치적으로 미야자와 기이치가 공적자금 투입을 통한 조기 불량채권 처리를 언급했으나 관청, 언론, 경제단체, 금융기관 등의 반대로 실행에 옮기지 못했다. 버블 붕괴와 동시에 1973년부터 이어졌던 일본의 안정성장기가 끝나고 잃어버린 10년의 방아쇠가 당겨졌다.

## 같이 보기
- 거품경제 - 버블 붕괴
- 거품 시대

## 참고 문헌
- 日本経済新聞社編『検証バブル 犯意なき過ち』日本経済新聞社〈日経ビジネス人文庫〉、2001年。
- 近藤駿介『1989年12月29日、日経平均3万8915円　―元野村投信のファンドマネージャーが明かすバブル崩壊の真実―』河出書房新社、2018年5月　ISBN 978-4309248622